# Tactopoda
Tactopoda — запропонована клада протостопих тварин, яка включає типи Tardigrada та Euarthropoda, підтверджені різними морфологічними спостереженнями. Наведена нижче кладограма показує зв’язки, які передбачає ця гіпотеза.
| Tactopoda | \| \| Tardigrada \| \| \| \| \| \| Euarthropoda \| \| \| \| |
|           | \| \| Tardigrada \| \| \| \| \| \| Euarthropoda \| \| \| \| |
|           | Tardigrada                                                  |
|           |                                                             |
|           | Euarthropoda                                                |
|           |                                                             |

|  | Tardigrada   |
|  |              |
|  | Euarthropoda |
|  |              |

| Tactopoda | \| \| Tardigrada \| \| \| \| \| \| Euarthropoda \| \| \| \| |
|           | \| \| Tardigrada \| \| \| \| \| \| Euarthropoda \| \| \| \| |
|           | Tardigrada                                                  |
|           |                                                             |
|           | Euarthropoda                                                |
|           |                                                             |

|  | Tardigrada   |
|  |              |
|  | Euarthropoda |
|  |              |

Конкуруюча гіпотеза полягає в тому, що Arthropoda sensu lato (= Euarthropoda + Onychophora, членистоногі та оксамитові черви) є монофілетичними, а тихохідні лежать поза цією групою.
| Arthropoda s.l. | \| \| Onychophora \| \| \| \| \| \| Euarthropoda \| \| \| \| |
|                 | \| \| Onychophora \| \| \| \| \| \| Euarthropoda \| \| \| \| |
|                 | Onychophora                                                  |
|                 |                                                              |
|                 | Euarthropoda                                                 |
|                 |                                                              |

|  | Onychophora  |
|  |              |
|  | Euarthropoda |
|  |              |

| Arthropoda s.l. | \| \| Onychophora \| \| \| \| \| \| Euarthropoda \| \| \| \| |
|                 | \| \| Onychophora \| \| \| \| \| \| Euarthropoda \| \| \| \| |
|                 | Onychophora                                                  |
|                 |                                                              |
|                 | Euarthropoda                                                 |
|                 |                                                              |

|  | Onychophora  |
|  |              |
|  | Euarthropoda |
|  |              |

Анатомічні аргументи на користь монофілії тактоподих включають схожість в анатомії голови, ніг і м’язів у членистоногих і тихохідних. Анатомічні аргументи проти цього включають те, що у тихоходок немає тієї системи кровообігу (включаючи спинне серце), яку мають членистоногі та оксамитові черви. Грем Бадд стверджував, що відсутність цієї системи в останніх тихоходок пов'язана з їхніми мініатюрними розмірами, що робить складну систему кровообігу зайвою; отже, втрата цієї ознаки була б вторинною властивістю, набутою в міру того, як група тихоходок зменшилася, і як кровоносна система Euarthropoda+Onychophora, так і відносно великий розмір повинні бути ознакою останнього спільного предка всіх трьох груп. Однак Грегорі Еджкомб також посилався на філогеномічні докази на користь альтернативного угруповання Euarthropoda+Onychophora.

## Етимологія
Бадд утворив запропоновану назву клади «тактоподи» від грецького taktos, впорядкований, і poda, ноги, «з посиланням на передбачуваний добре сформований кроковий рух, який характеризує групу».